# Finola Dwyer

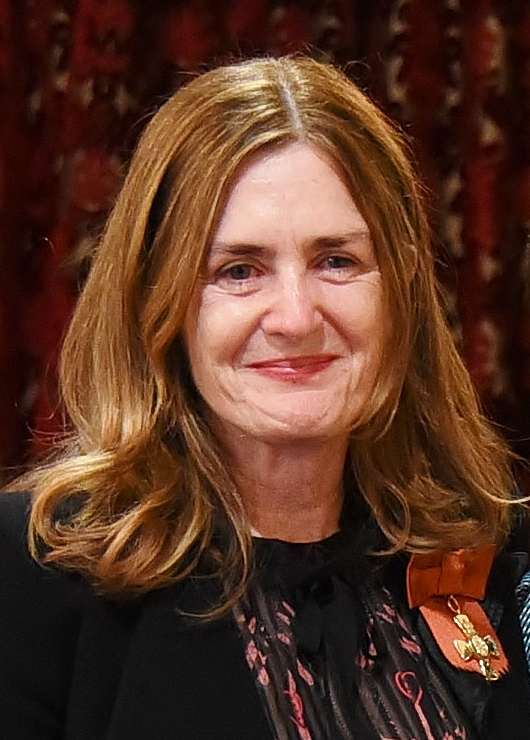
Finola Dwyer

Finola Dwyer ONZM (* im 20. Jahrhundert) ist eine neuseeländische Filmproduzentin. Bekannt wurde sie durch Filme wie Lautlose Schreie, Meine beste Freundin, Dean Spanley, An Education oder Brooklyn – Eine Liebe zwischen zwei Welten.

## Leben und Karriere
Finola Dwyer begann ihre Tätigkeit beim Film Mitte der 1980er Jahre zuerst als Filmeditorin bei den beiden neuseeländischen Produktionen Trial Run und Die Brücke ins Jenseits. Anschließend wechselte sie ins Fach der Filmproduktion. 1986 produzierte Finola Dwyer das Filmdrama Queen City Rocker von Regisseur Bruce Morrison. Es folgten weitere Filme als Filmproduzentin wie das Filmdrama Hotel unter Sternen von Regisseur Sam Pillsbury oder das Kriegsdrama mit Gabriel Byrne A Soldier’s Tale von Larry Parr.
Während der 1990er Jahre engagierte sie sich dann für Filme wie BackBeat – Die Wahrheit über die Beatles mit Stephen Dorff, das Filmdrama von Angela Pope mit dem Titel Lautlose Schreie oder den Kriminalfilm The Lost Son mit Daniel Auteuil und Nastassja Kinski. In den 2000er Jahren produzierte sie Filme wie Meine beste Freundin von Regisseurin Sandra Goldbacher, den Horrorthriller Severance – Ein blutiger Betriebsausflug von Christopher Smith oder das neuseeländische Drama Dean Spanley mit Jeremy Northam, Sam Neill, Bryan Brown und Peter O’Toole in den Hauptrollen.
Im Jahr 2010 erhielt sie für die Nick Hornby Verfilmung An Education in der Besetzung Carey Mulligan, Peter Sarsgaard und Alfred Molina in der Kategorie Bester Film bei der Verleihung 2010 ihre erste Oscar-Nominierung zusammen mit ihrer Kollegin Amanda Posey. 2012 folgte ihr Engagement für Dustin Hoffmans Filmkomödie Quartett mit Maggie Smith, Michael Gambon und Billy Connolly. 2014 unterstützte sie die Kinoproduktion A Long Way Down, basierend auf dem gleichnamigen Hornby-Roman, mit Pierce Brosnan in der Hauptrolle. Bei der Verleihung 2016 erhielt sie schließlich für ihr Engagement des Films Brooklyn – Eine Liebe zwischen zwei Welten gemeinsam mit Amanda Posey eine weitere Oscar-Nominierungs in der Kategorie Bester Film.
Neben ihrem Engagement für Spielfilme unterstützte Finola Dwyer als Produzentin auch Kurzfilme, Dokumentarfilme und Fernsehproduktionen.

## Auszeichnungen (Auswahl)
- 2010: Oscar-Nominierung in der Kategorie Bester Film bei der Verleihung 2010 für An Education zusammen mit Amanda Posey
- 2016: Oscar-Nominierung in der Kategorie Bester Film bei der Verleihung 2016 für Brooklyn – Eine Liebe zwischen zwei Welten zusammen mit Amanda Posey

## Filmografie (Auswahl)

### Kino
- 1986: Queen City Rocker
- 1987: Hotel unter Sternen (Starlight Hotel)
- 1989: A Soldier’s Tale
- 1994: BackBeat - Die Wahrheit über die Beatles (Backbeat)
- 1996: Lautlose Schreie (Hollow Reed)
- 1997: Welcome to Woop Woop
- 1999: The Lost Son
- 2001: Meine beste Freundin’ (Me Without You)
- 2003: One Love
- 2005: Stoned
- 2006: Opal Dream
- 2006: Alien Autopsy – Das All zu Gast bei Freunden (Alien Autopsy)
- 2006: Severance
- 2008: Dean Spanley
- 2009: An Education
- 2012: Quartett
- 2014: A Long Way Down
- 2015: Brooklyn – Eine Liebe zwischen zwei Welten (Brooklyn)
- 2016: Ihre beste Stunde – Drehbuch einer Heldin (Their Finest)
- 2017: Unsere Seelen bei Nacht (Our Souls at Night)
- 2018: VS.
- 2019: In deinen Armen (Dirt Music)
- 2023: North Star
- 2023: Die Fotografin (Lee)
- 2024: Joy

### Fernsehen
- 1987: Raglan by the Sea (Fernsehdokumentarfilm)
- 1989: The Shadow Trader (Fernsehminiserie, 2 Episoden)
- 2004: The Hamburg Cell (Fernsehfilm)
- 2006: Tsunami – Die Killerwelle (Tsunami: The Aftermath) (Fernsehfilm)

### Dokumentar- und Kurzfilme
- 2004: The Open Doors (Kurzfilm)
- 2012: Undefeated (Kurzfilm)
- 2015: What Our Fathers Did: A Nazi Legacy (Dokumentarfilm)